# Yelmer Buurman

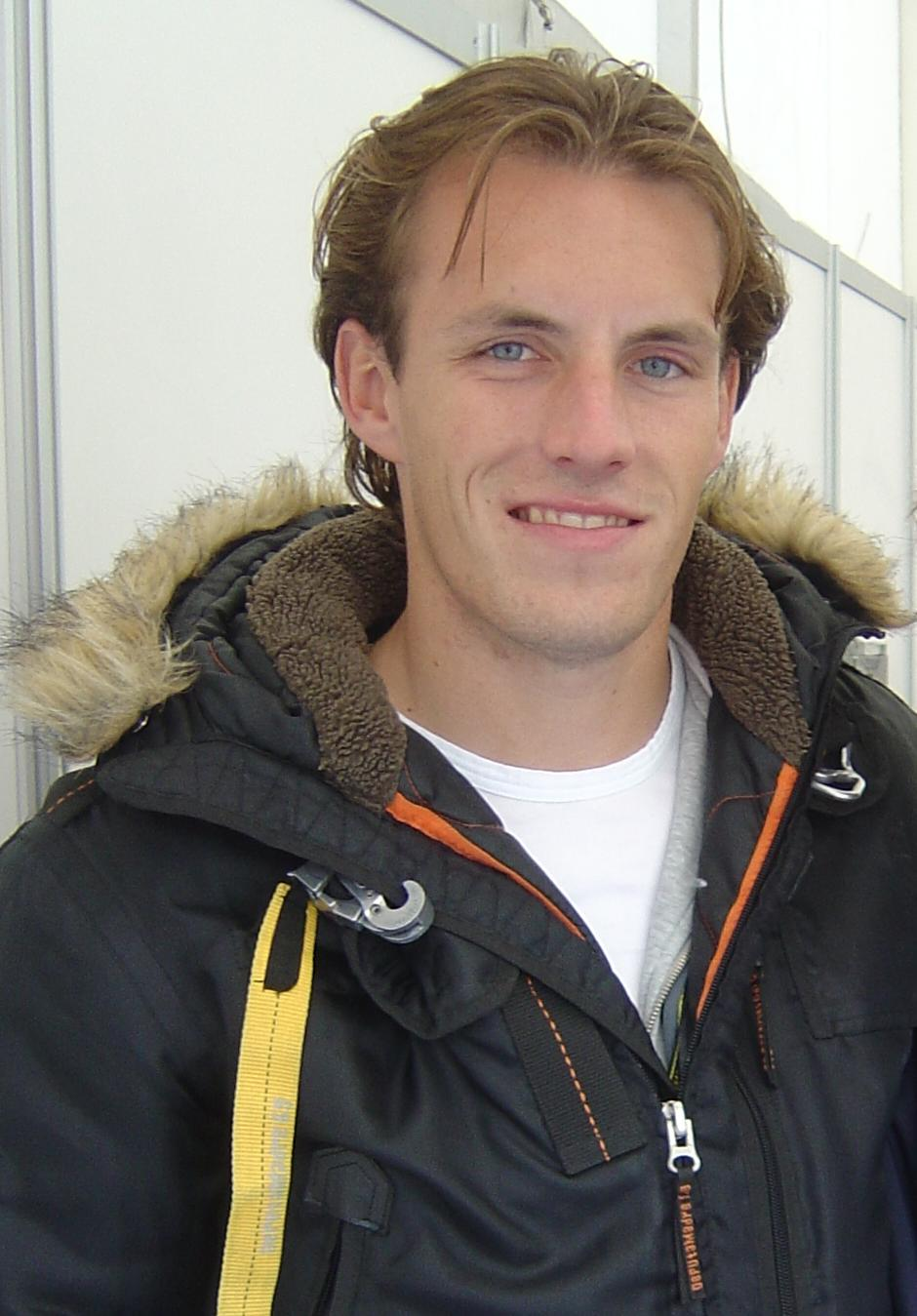
Yelmer Buurman (2009)

Yelmer Evert Frans Buurman (* 19. Februar 1987 in Ubbergen) ist ein niederländischer Automobilrennfahrer.

## Karriere
Buurman begann seine Motorsportkarriere im Kartsport. 2002 gab er sein Debüt im Formelsport und wurde 20. in der deutschen Formel König. Anschließend fuhr er von 2003 bis 2005 in der britischen, niederländischen, europäischen und US-amerikanischen Formel Renault. In der britischen Winter-Serie 2003 begann er eine vierjährige Zusammenarbeit mit dem Team Fortec Motorsport. Seine größten Erfolge waren zwei dritte Plätze in der Fahrerwertung: 2003 in der britischen Winter-Serie und 2004 in der niederländischen Serie. 2005 belegte er mit drei Siegen den fünften Gesamtrang der britischen Formel Renault

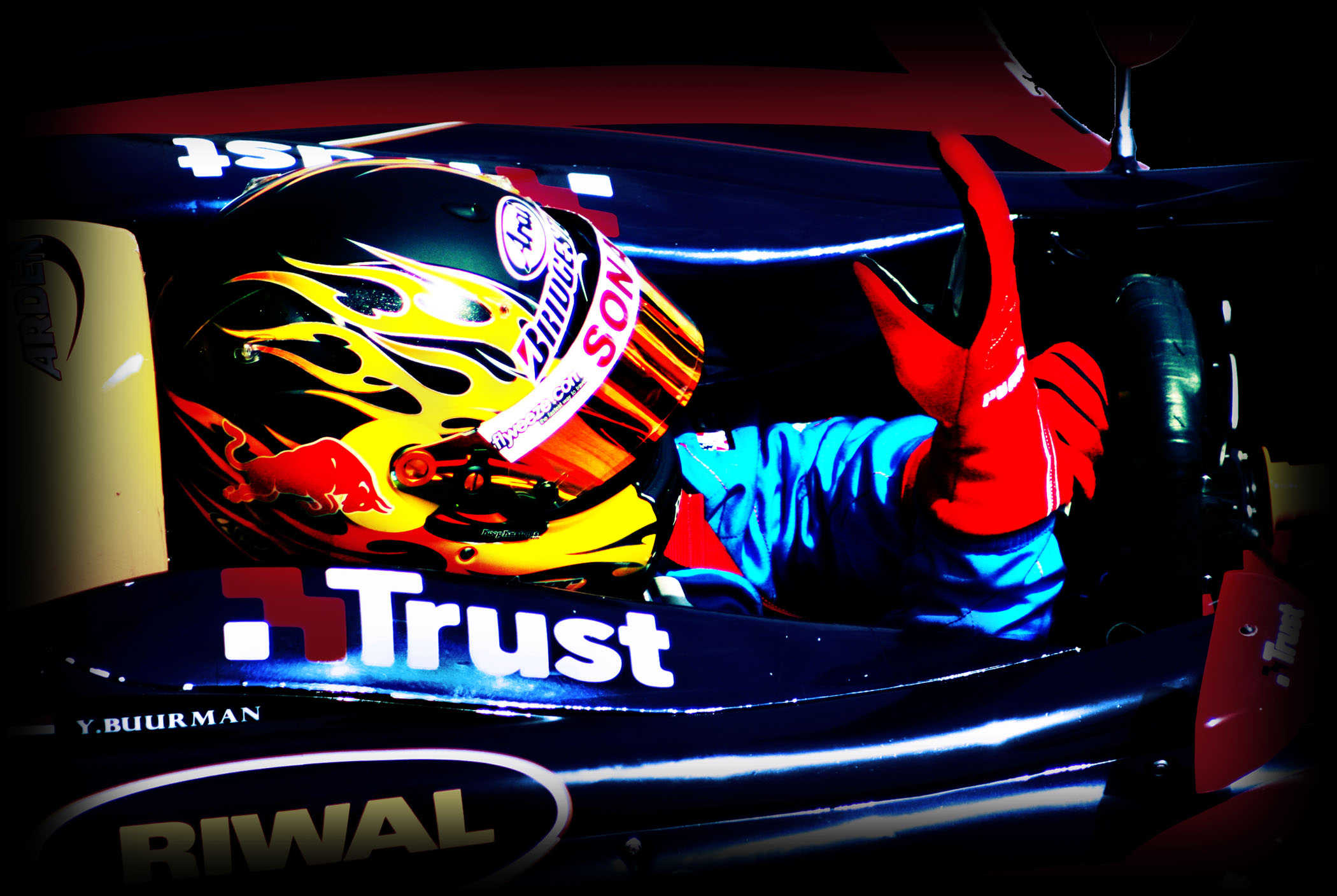
Yelmer Buurman im Cockpit des GP2-Autos von Arden während der GP2-Asia-Serie in Bahrain

Nach zwei Rennen 2005 in der britischen Formel-3-Meisterschaft ging Burmann 2006 in dieser Rennserie an den Start und erreichte mit zwei Siegen den vierten Platz. Nachdem er in diesem Jahr bereits vier Rennen für Fortec in der Formel-3-Euroserie gefahren war, wechselte er zur Saison 2007 zum Team Manor Motorsport, um weiter in der Formel-3-Euroserie an den Start zu gehen. Zum Saisonende belegte er den sechsten Platz. 2007 startete Buurman für Fortec außerdem in vier Rennen in der Formel Renault 3.5, um den verletzten Richard Philippe zu ersetzen. Am zweiten Rennwochenende wurde er Fünfter und Vierter in den beiden ausgetragenen Rennen.

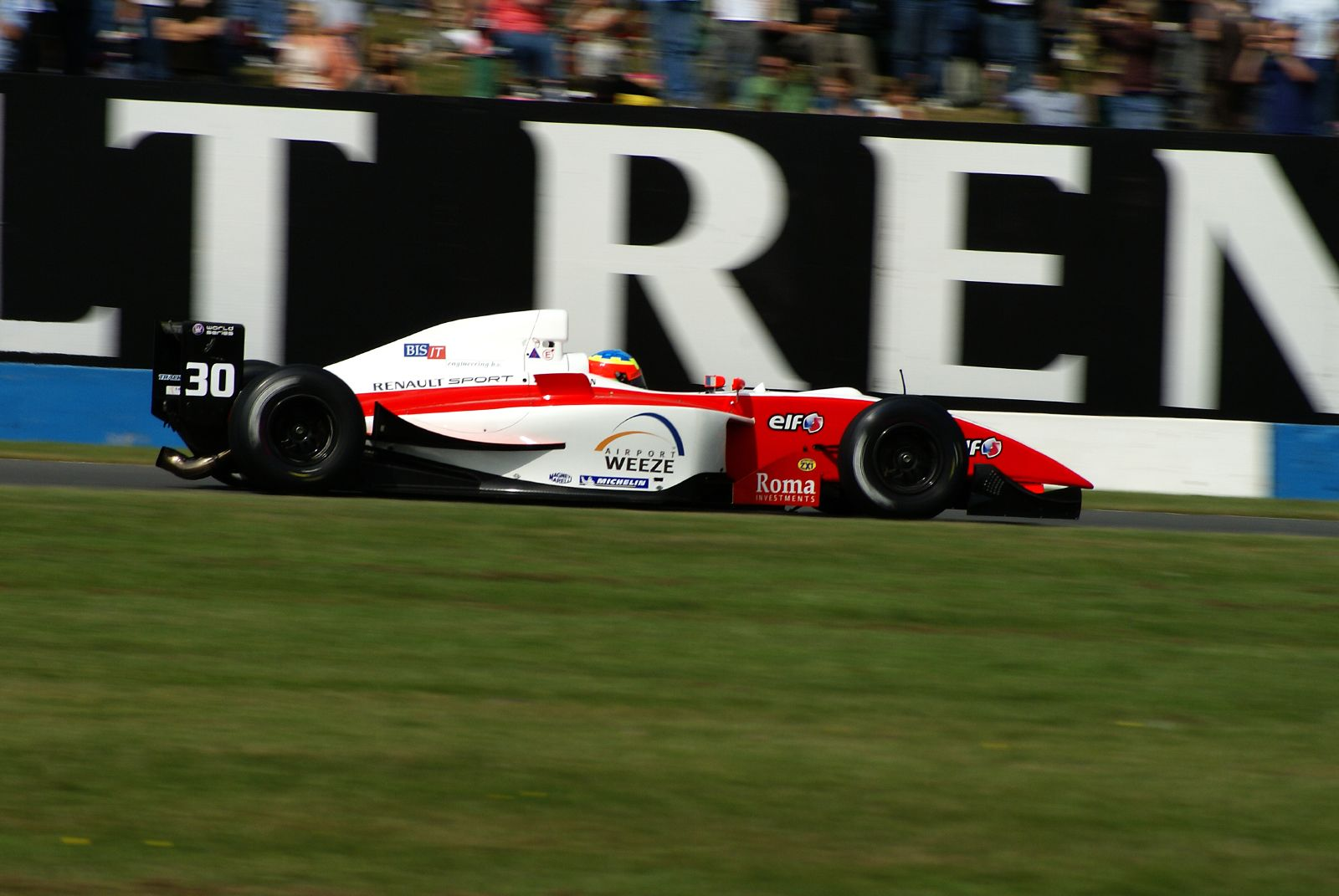
Yelmer Buurman im Fortec-Fahrzeug während der Formel Renault 3.5 2007 in Donington Park.

In der Saison 2008 fuhr Buurman in der im Frühjahr erstmals ausgetragenen GP2-Asia-Serie für das Team Arden International. Ursprünglich sollte der Pakistaner Adam Khan für Arden in der GP2-Asia-Serie fahren. Khan entschied sich jedoch, sich auf die A1 Grand Prix und sein Studium zu konzentrieren und wurde deshalb nach dem zweiten Rennwochenende durch Buurman ersetzt. Obwohl er damit nur an sechs der zehn gefahrenen Rennen teilnehmen konnte, gelang es dem Niederländer, in der Gesamtwertung den neunten Platz zu erringen. In der anschließenden Saison der europäischen GP2-Serie blieb Buurman bei Arden International. Der Niederländer konnte bei den meisten Rennen nicht mit seinem Teamkollegen Sébastien Buemi mithalten und nur einmal als Zweiter Punkte erzielen. Zur Saisonmitte wurde er durch Luca Filippi ersetzt. In der Gesamtwertung belegte er den 20. Platz. Anschließend startete er für das von Azerti Motorsport betreute Team der PSV Eindhoven in der Superleague Formula und gewann als einziger Pilot des Teams die Vizemeisterschaft. Dabei ließ er unter anderem seinen Landsmann Robert Doornbos hinter sich.
In der GP2-Asia-Serie-Saison 2008/09 kam Buurman überraschend zum Einsatz: Nach dem Verkauf von BCN Competición an Tiago Monteiro startete Buurman ab dem zweiten Rennwochenende für das neugegründete Ocean-Racing-Technology-Team. Am letzten Rennwochenende wurde der Niederländer durch Karun Chandhok ersetzt und belegte am Saisonende den 19. Gesamtrang. Anschließend kehrte er in die Superleague Formula zurück und bestritt die komplette Saison 2009 für das von Zakspeed betreute Team des RSC Anderlecht. Buurman gelang ein Sieg und sein Team belegte am Saisonende den vierten Gesamtrang. Zum dritten Rennwochenende der GP2-Asia-Serie-Saison 2009/10 kehrte Buurman zu Ocean Racing Technology zurück und belegte am Saisonende den 21. Gesamtrang. In der Superleague-Formula-Saison 2010 startete Buurman für das von Atech Grand Prix betreute Team des AC Mailand. Er entschied zwei Rennen für sich und wurde einmal Weekend Winner. Sein Team belegte am Saisonende den fünften Platz in der Meisterschaft. Nach Abschluss der Saison absolvierte Buurman seinen ersten Formel-1-Test für Force India.

## Statistik

### Karrierestationen
| Saison | Serie                                 | Team                    | Rennen | Poles | Siege | Punkte | Fahrerwertung |
| ------ | ------------------------------------- | ----------------------- | ------ | ----- | ----- | ------ | ------------- |
| 2002   | Formel König                          | Lohmann Motorsport      | 14     | 0     | 0     | 53     | 20.           |
| 2003   | Formel Renault 2.0 Eurocup            | Equipe Verschuur        | 4      | 0     | 0     | 6      | 22.           |
| 2003   | Niederländische Formel Renault        | Equipe Verschuur        | ?      | ?     | ?     | 110    | 6.            |
| 2003   | Britische Formel Renault Winter-Serie | Fortec Motorsport       | 4      | 1     | 1     | 49     | 3.            |
| 2004   | Formel Renault 2.0 Eurocup            | AR Motorsport           | 15     | 0     | 0     | 4      | 30.           |
| 2004   | Niederländische Formel Renault        | AR Motorsport           | ?      | ?     | ?     | 174    | 3.            |
| 2004   | Britische Formel Renault              | Fortec Motorsport       | 2      | 0     | 0     | 8      | 37            |
| 2004   | Britische Formel Renault Winter-Serie | Fortec Motorsport       | 4      | 0     | 0     | 71     | 5.            |
| 2004   | Formel TR 2000 Pro Serie              | ?                       | 5      | 0     | 0     | 82     | 6.            |
| 2005   | Britische Formel Renault              | Fortec Motorsport       | 20     | 1     | 3     | 359    | 4.            |
| 2005   | Britische Formel-3-Meisterschaft      | Fortec Motorsport       | 2      | 0     | 0     | 0      | -             |
| 2005   | Niederländische Formel Renault        | Fortec Motorsport       | 2      | 0     | 0     | 11     | 26.           |
| 2006   | Britische Formel-3-Meisterschaft      | Fortec Motorsport       | 22     | 0     | 2     | 186    | 4.            |
| 2006   | Formel-3-Euroserie                    | Fortec Motorsport       | 4      | 0     | 0     | 1      | 17.           |
| 2006   | Macau Grand Prix                      | Fortec Motorsport       | 1      | 0     | 0     | -      | 8.            |
| 2006   | Ultimate Masters of Formula 3         | Fortec Motorsport       | 1      | 0     | 0     | -      | 19.           |
| 2007   | Formel-3-Euroserie                    | Manor Motorsport        | 20     | 0     | 0     | 40     | 6.            |
| 2007   | Formel Renault 3.5                    | Fortec Motorsport       | 4      | 0     | 0     | 15     | 20.           |
| 2007   | Macau Grand Prix                      | Manor Motorsport        | 1      | 0     | 0     | -      | -             |
| 2007   | Ultimate Masters of Formula 3         | Manor Motorsport        | 1      | 0     | 0     | -      | 7.            |
| 2008   | GP2-Asia-Serie                        | Arden International     | 6      | 0     | 0     | 13     | 9.            |
| 2008   | GP2-Serie                             | Arden International     | 8      | 0     | 0     | 5      | 15.           |
| 2008   | Superleague Formula                   | Azerti Motorsport       | 12     | 0     | 1     | 337    | 2.            |
| 2009   | GP2-Asia-Serie                        | Ocean Racing Technology | 5      | 0     | 0     | 4      | 19.           |
| 2009   | Superleague Formula                   | Zakspeed                | 14     | 0     | 2     | 305    | 4.            |
| 2010   | GP2-Asia-Serie                        | Ocean Racing Technology | 4      | 0     | 0     | 0      | 21.           |
| 2010   | Superleague Formula                   | Atech Grand Prix        | 31     | 0     | 3     | 631    | 5.            |

### Le-Mans-Ergebnisse
| Jahr | Team              | Fahrzeug    | Teamkollege    | Teamkollege     | Platzierung | Ausfallgrund |
| ---- | ----------------- | ----------- | -------------- | --------------- | ----------- | ------------ |
| 2012 | Status Grand Prix | Lola B12/80 | Alexander Sims | Romain Iannetta | Ausfall     | Motorschaden |

### Einzelergebnisse in der FIA-Langstrecken-Weltmeisterschaft
| Saison | Team              | Rennwagen   | 1   | 2   | 3   | 4   | 5   | 6   | 7   | 8   |
| ------ | ----------------- | ----------- | --- | --- | --- | --- | --- | --- | --- | --- |
| 2012   | Status Grand Prix | Lola B12/80 | SEB | SPA | LEM | SIL | SAO | BAH | FUJ | SHA |
| 2012   | Status Grand Prix | Lola B12/80 | DNF |     |     |     |     |     |     |     |